# Singh Saab The Great

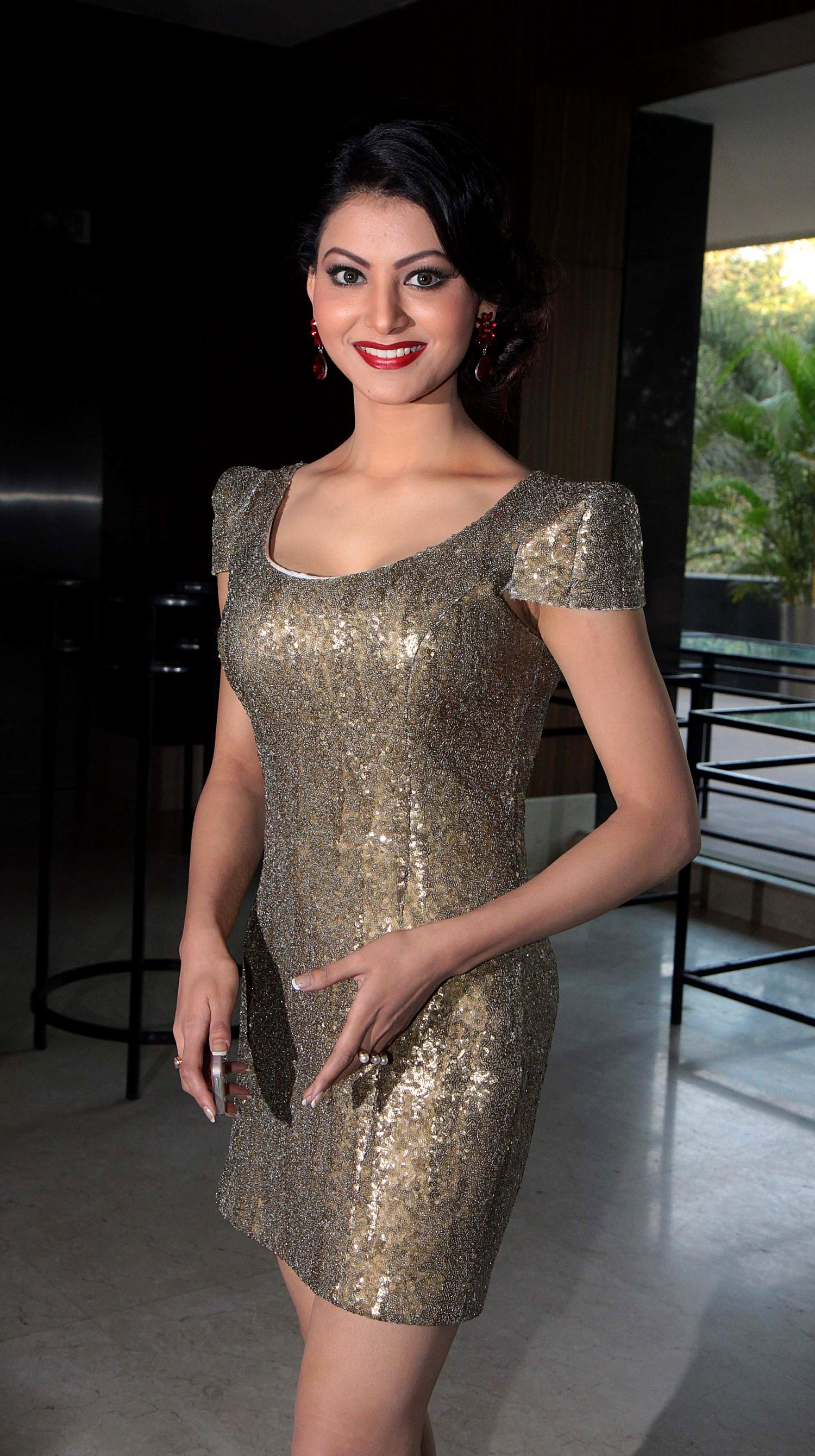
Urvashi Rautela, actrice film Singh Saab the great

Singh Saab The Great est un film indien réalisé par Anil Sharma sorti le 22 novembre 2013.

## Distribution
- Sunny Deol: Saranjeet Talwar / Singh Saab
- Amrita Rao: Shikha Chaturvedi
- Urvashi Rautela: Minnie
- Prakash Raj : Bhoodev
- Anjali Abrol:  Simar / Guddie
- Johny Lever : Gulwinder
- Rajit Kapur : Jailer
- Dharmendra Apparition spéciale dans l'item song "Daaru Band Kal Se"
- Bobby Deol Apparition spéciale dans l'item song "Daaru Band Kal Se"
- Simran Khan item song "Khaike Palang Todh Pan"
- Shahbaz Khan :  Jata Singh
- Raj Premi : Sultan
- Alan Kapoor as Ashwini
- Dr. Anukool Jain : Press Reporter

## Box office
- Budget : 160 250 000 roupies[1]
- Box-office Inde : 360 000 000 roupies

Le film fut considéré comme un succès moyen en Inde.